# نيكو بيليك

نيكو بيليك (بالإنجليزية: Niko Bellic)و (بالصربية: Нико Белић) هو شخصية في سلسلة جراند ثفت أوتو الذي يظهر بطلا في جراند ثفت أوتو 4 و شخصية ثانوية في جراند ثفت أوتو: ذا لوست أند دامد و شخصية عدوة في جي تي أي: ذي بالاد أوف غاي توني".

## سيرة
نيكو بيليك هو رجل صربي كان جنديا في الجيش الصربي لكنه تركه لأسباب و بدأ مسيرته في الإجرام

## قصة الشخصية
ولد نيكو بيليك في عائلة متكونة من والدين و أخ كبير، و كان والده مدمن خمور حيث كان يضربه و يعتدي عليه كثيرا لكن رغم ذلك كان نيكو يحترمه كونه شخصا يقدس عائلته، إلتحق أخوه الأكبر بالجيش الصربي ليموت بعدها في حرب الاستقلال الكرواتية و بعد أن كبر نيكو إلتحق بالجيش الصربي أيضا و هو صغير ليخوض سنوات من التدريبات التي أكسبته خبرة كبيرة، و في أحد فالأيام تم إرساله في مهمة في الحرب مع 15 شخصا ليقوم أحدهم بخيانتهم جميعا و قتلهم بعد أن تلقى الأوامر من شخص مجهول فيهرب الخائن لكن ما لا يعلمه أن نيكو نجى مع شخص آخر ليقوم بعدها بترك الجيش و البحث عن عمل آخر، فالنهاية لم يستطع نيكو ايجاد عمل فقرر أن يلجأ للإجرام و بدأ بتهريب البشر في السفن عند رجل خطير ذو عصابة كبيرة و فعلا نجح بتهريبهم و أخذ المال لكن و هو عائد داهمه خفر السواحل ليقوموا بإغراق السفينة لكنهم لم يعلموا أن نيكو نجى و أكمل طريقه بالسباحة و عندما وصل أخيرا أخبر ذلك الرجل بما حصل لكن الرجل لم يصدقه و أصر أن نيكو كذب عليه ليسرق الأموال التي جناها في العملية مما أجبر نيكو على الهرب و البحث عن مخبأ لكن دائما ما كان يتم إيجاده مرارا و تكرارا حتى وصلته رسائل في البريد الإلكتروني من ابن عمه رومان بيليك لكي يهرب من مشاكله ويأتي إلى أمريكا و يبدأ العيش مع ابن عمه أملا في أن يعيش حياة كريمه فرأى نيكو أن تلك فرصة ذهبية ليتفاجأ في النهاية بكذب رومان في وعوده وهنا يبدأ نيكو قصة الجديدة